# Mésange arlequin
Baeolophus wollweberi
Espèce
Statut de conservation UICN

 LC  : Préoccupation mineure
La Mésange arlequin (Baeolophus wollweberi) est une espèce de passereau appartenant à la famille des Paridae.

## Sous-espèces
D'après Alan P. Peterson, il existe les sous-espèces suivantes :
- Baeolophus wollweberi caliginosus  (Van Rossem) 1947
- Baeolophus wollweberi phillipsi  (Van Rossem) 1947
- Baeolophus wollweberi vandevenderi  (Rea) 1986
- Baeolophus wollweberi wollweberi  (Bonaparte) 1850